# Dan Gwadosky
Dan A. Gwadosky (* 16. Februar 1954 in Waterville, Maine; † 10. August 2011 in Augusta, Maine) war ein US-amerikanischer Politiker, der von 1997 bis 2004 Secretary of State von Maine war.

## Leben
Dan A. Gwadosky wurde 1954 in Waterville, Maine als Sohn von Joseph Gwadosky und Pauline Elizabeth Moore geboren. Er wuchs in Fairfield, Maine auf und besuchte die Lawrence High School. Seinen Bachelor und auch den Master erwarb er am Thomas College, von dem er auch einen Ehrendoktor erhielt.
Gwadosky war Mitglied der Demokratischen Partei. 1978 wurde er im Alter von 23 Jahren in das Repräsentantenhaus von Maine gewählt. Er wurde 1986 zum Assistenten des Mehrheitsführers gewählt und im Jahr 1988 zum Mehrheitsführer des Hauses. Vorsitzender des Gesetzgebenden Rats war er im Jahr 1992 und zum Sprecher des Hauses wurde er 1994 gewählt. Zum Secretary of State wurde er im Jahr 1997 gewählt und übte dieses Amt von 1997 bis 2004 aus. Präsident der National Association of Secretaries of State war er von 2002 bis 2003. Sechs Jahre war er Direktor des Bureau of Alcoholic Beverages and Lottery Operations und war Vorsitzender der National Alcoholic Beverage Control Association.
Dan Gwadosky war mit Cheryl Norton verheiratet und das Paar hatte zwei Töchter. Er starb am 10. August 2011 im Alter von 57 Jahren in Augusta, Maine an Bauchspeicheldrüsenkrebs.